# Iulian Iancu
Iulian Iancu (n. 6 octombrie 1960, Gherăești, regiunea Bacău, România) este un politician român care a îndeplinit funcția de deputat între 2004 și 2020 din partea PSD, reprezentând succesiv județele Neamț, Bacău și Constanța.

## Educație
În perioada 1980-1985 a urmat cursurile Universității din Ploiești, Facultatea de Forajul Sondelor și Exploatarea Zăcămintelor de Petrol și Gaze, iar în anul 1987 a obținut diploma de absolvire a cursului postuniversitar pentru specializarea tehnică în domeniul gazelor. Apoi, în perioada 1993-1998 a studiat "Managing Customer and Client Relation", "Accounting for Managers", "Managing Development and Change" și "Managing Resources for the Market" la The Open University Business School, Oxford. Între anii 1998-2001 a urmat cursul de master în administrarea afacerilor la The Open University Business School, Oxford, iar în anul 2001 a devenit doctor în științe al Universității de Petrol și Gaze din Ploiești. Apoi, în 2007 a devenit doctor în științe economice al Universității Ovidiu Șincai. Fiind profesor asociat al Academiei de Studii Economice București și cercetător în cadrul INCE al Academiei Române, Centrul pentru Energie Regenerabilă și Eficiență Energetică.

## Activitate profesională
Între anii 1985-1998 a fost Directorul secției de Management implementare proiecte de investiții al Romgaz S.A. Apoi, din 1998 până în 1999 a fost director de exploatare al S.C. Distrigaz Nord S.A., secția Implementare proiecte de investiții distribuție gaze naturale. Între anii 1999-2000 a fost Director General Adjunct al S.N.G.N. Romgaz S.A, perioada în care Romgaz îngloba în mod integrat activitățile de producție, transport, distribuție, furnizare, cercetare și proiectare gaze naturale. În anul 2000 a devenit primul președinte al Autorității Naționale de Reglementare în domeniul Gazelor Naturale (ANRGN). Din 2004 până în 2020 a ocupat funcția de deputat, fiind președinte al Comisiei pentru Industrii și Servicii din Camera Deputaților.
În legislatura 2008 - 2012, Iulian Iancu și-a angajat fratele în funcția de subinginer în propriul birou parlamentar.

## Membru al asociațiilor profesionale
- Profesor asociat la Academia de Studii Economice (ASE)[12] și Universitatea de Petrol și Gaze Ploiești;
- Comitetul Național Roman al Consiliului Mondial al Energiei (CNR CME )[13] - Președinte;
- Centrul pentru promovarea energiilor regenerabile și eficiență energetică - Academia Română – manager;
- Membru al Society of Petroleum Engineers, Houston[14];
- Membru al Comitetului Redacțional al Revistei de Gaze;
- Membru al Comisiei Inginerilor de Petrol și Gaze România;

## Lucrări elaborate
- Funcționarea pieței interne de energie și gaze naturale, Forumul Regional al Energiei, Comitetul Național Român al Consiliului Mondial al Energiei, 2004;
- Comercializarea Certificatelor Verzi pe piața surselor regenerabile de energie - Centrul pentru promovarea energiei curate și eficiente în România, 2003;
- Sursele regenerabile de energie – între Directiva Europeană 77/2001/CE și realitate, Mesagerul Energetic, nr. 21, 2003;
- Sursele regenerabile de energie în contextul pieței de energie - Ministerul Industriei și Resurselor & Camera de Comerț și Industrie a României – București, 2003;
- Valorificarea surselor regenerabile de energie: cadrul de reglementare și finanțare din Fonduri Structurale Europene – FOREN 2008 & 2010;
- Eficiența economică a surselor regenerabile de energie, București, 2008;
- Ce trebuie să știm despre leasing în economia de piață funcțională, I Iancu/Filip Cârlea/D Mecu – ed. Arvin Press, București, 2002;
- Legea Energiei electrice și Gazelor naturale;
- Legea Eficienței Energetice;
- Proiect de Lege privind siguranța operațiunilor petroliere off shore.
- Coautor al Capitolului 3 Securitate și Eficiență Energetică din cadrul Strategiei de Dezvoltare durabilă a României, Orizont 2035